# Écloga (código)
O Código de Écloga (seleção de leis), atribuído a Leão III, o Isauro, simplificou e abandou o Código de Justiniano, substituindo a pena de morte por toda uma série de castigos corporais e instituindo verdadeira proteção à família, à mulher e às crianças.
A posterior Lei de Condenação Popular búlgara arcaica e eslava foi compilada com base no 17º título. 